# The Little Bears
The Little Bears puede considerarse el primer cómic estadounidense en formato de tira cómica. Dibujado por Jimmy Swinnerton, comenzó su andadura en 1893 en el San Francisco Examiner, uno de los periódicos de William Randolph Hearst. 
El historiador del cómic Don Markstein describió la obra de Swinnerton de la siguiente forma:

Su trabajo principal, en aquella época del pre-fotograbado, era ilustrar las noticias. Pero también, a veces, dibujaba caricaturas para las editoriales, caricaturas deportivas y un osito que acompañaba el informe meteorológico diario y que respondía graciosamente a las condiciones previstas. En poco tiempo, sus dibujos de osos se habían diversificado y pasaron a papel. Más osos fueron añadidos al elenco y al conjunto se le llamó como era de esperar, The Little Bears. Durante ese período, Swinnerton dibujó caricaturas donde aparecían niños muy pequeños. A veces, las dos series de dibujos se colocan juntos y en los títulos de la página del periódico aparecía Little Bears & Tykes. Este título apareció por primera vez 01 de junio 1892.

En 1896, siguiendo el estilo de New York Journal American, Swinnerton paso de dibujar osos a dibujar tigres bajo el nombre de The Little Tigers. El cambio de animales, aparentemente fue a petición de Hearst. Finalmente, el personaje nacido de una tira, el 1 de noviembre de 1903, se transformó en Mr. Jack.
The Little Bears tuvieron una obvia influencia en Bearville de Gene Carr (también conocido como Bear Land) que se publicó en el New York Journal desde el 17 de abril al 7 del 7 de mayo de 1901.